# ラジオニセコ
ラジオニセコは、特定地上基幹放送事業者である株式会社ニセコリゾート観光協会（ニセコリゾートかんこうきょうかい）が行うコミュニティ放送の愛称である。
北海道虻田郡ニセコ町の一部地域を放送区域とする超短波放送（FM放送）である。
2006年から2007年にかけてニセコ町の隣町・同郡倶知安町で放送されていた「FMニセコ放送」および、FMニセコ出演者らによって運営されていたインターネットラジオ「ニセコラジオ」とは無関係。

## 概要
虻田郡内では、倶知安町の「FMニセコ放送」が廃局して以来、およそ4年ぶりのコミュニティ放送局開設となった。
呼出名称はニセコエフエムほうそう。スタジオはJRニセコ駅前に設置。
ニセコ町が放送設備を整備、ニセコリゾート観光協会が免許を取得し、公設民営方式で運用している。
ニセコ町はまた、ニセコリゾート観光協会に出資もしておりマスメディア集中排除原則にいう支配関係にある
。札幌市西区でコミュニティ放送局「三角山放送局」を運営するらむれすの支援を受けている。
JCBAインターネットサイマルラジオにて、インターネットでの聴取が可能である。

### 防災ラジオ貸与の取り組み
ニセコ町では、開局にあわせ防災ラジオ（緊急告知FMラジオ）を無償貸与している。各所帯や事業所ばかりでなく別荘等の家屋所有者も対象。
このラジオは、ラジオニセコ以外にAIR-G'、NHK-FM札幌、NHK第1放送、STVラジオも受信できる。

## 沿革
- 2003年（平成15年）
  - 9月1日 - 株式会社ニセコリゾート観光協会設立。
- 2011年（平成23年）
  - 6月23日 - 第1回のコミュニティ放送局検討会議を、ニセコ町・ニセコリゾート観光協会・らむれす他の参加により実施。
  - 12月26日 - 特定地上基幹放送局の予備免許取得[4]。
- 2012年（平成24年）
  - 3月30日 - 特定地上基幹放送局の免許取得[5]。
  - 3月31日 - 開局。
- 2021年（令和3年）
  - 4月1日 - インターネット配信を SimulRadioからJCBAインターネットサイマルラジオに変更。

## 放送番組
定例放送休止時間を設けない24時間放送を実施している。下記以外の時間は音楽放送を行っていたが、2023年（令和5年）12月1日よりミュージックバードからの配信を放送を開始した
ニセコモーニング
- 月曜 - 金曜 7時00分 -  10時00分 生放送
- パーソナリティ：藤原香奈（月）、中鉢優月（火）、小林愛菜（水）宮川博之（木・金）

Niseko Amusic Lounge
- 月曜 - 金曜 12時00分 -  14時00分 生放送
- パーソナリティ：中鉢優月（月、水、木）、小林愛菜（火、金）

Kira 綺羅 Niseko
- 月曜 - 金曜 15時00分 -  17時00分 生放送、月曜 - 木曜 18時00分 -  20時00分（再放送）
- パーソナリティ：中鉢優月（月、水、木）、小林愛菜（火、金）

Friday Open Studio
- 金曜 18時00分 -  18時50分 生放送、日曜 9時00分 -  9時50分（再放送）
- パーソナリティ：中鉢優月（月、水、木）、小林愛菜（火、金）

ラジオぽしぶる
- 金曜 20時00分 -  21時00分
- パーソナリティ：中鉢優月

Niseko Breeze
- 土曜 7時00分 -  10時00分 生放送
- パーソナリティ：中鉢優月（月、水、木）、小林愛菜（火、金）

ニセコラジオカフェ
- 土曜 12時00分 -  14時00分 生放送

Niseko Weekend Plus
- 土曜 18時00分 -  18時50分 生放送